# Colina gravitacional

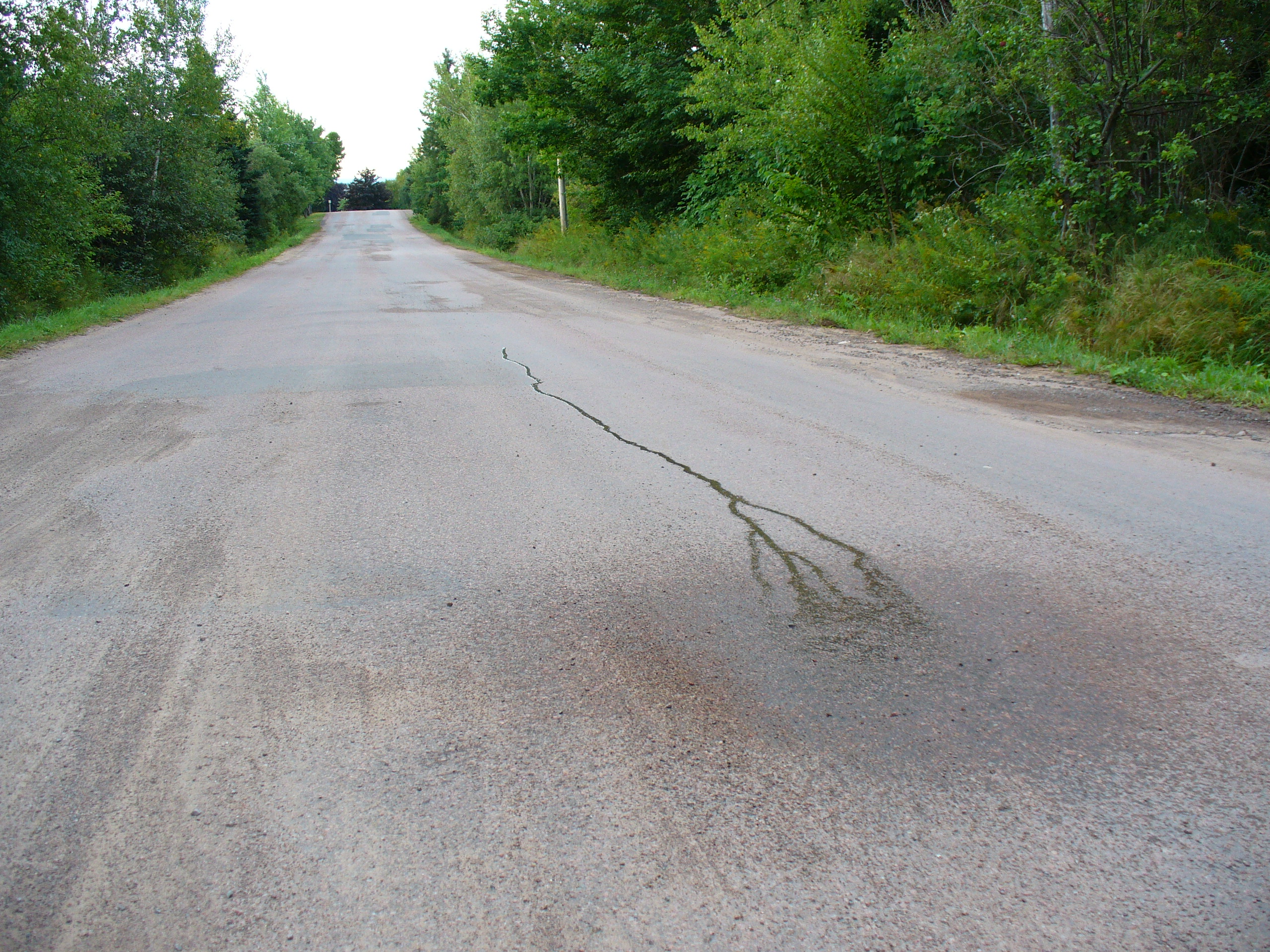
Agua que parece correr cuesta arriba hacia una Colina magnética en Nuevo Brunswick

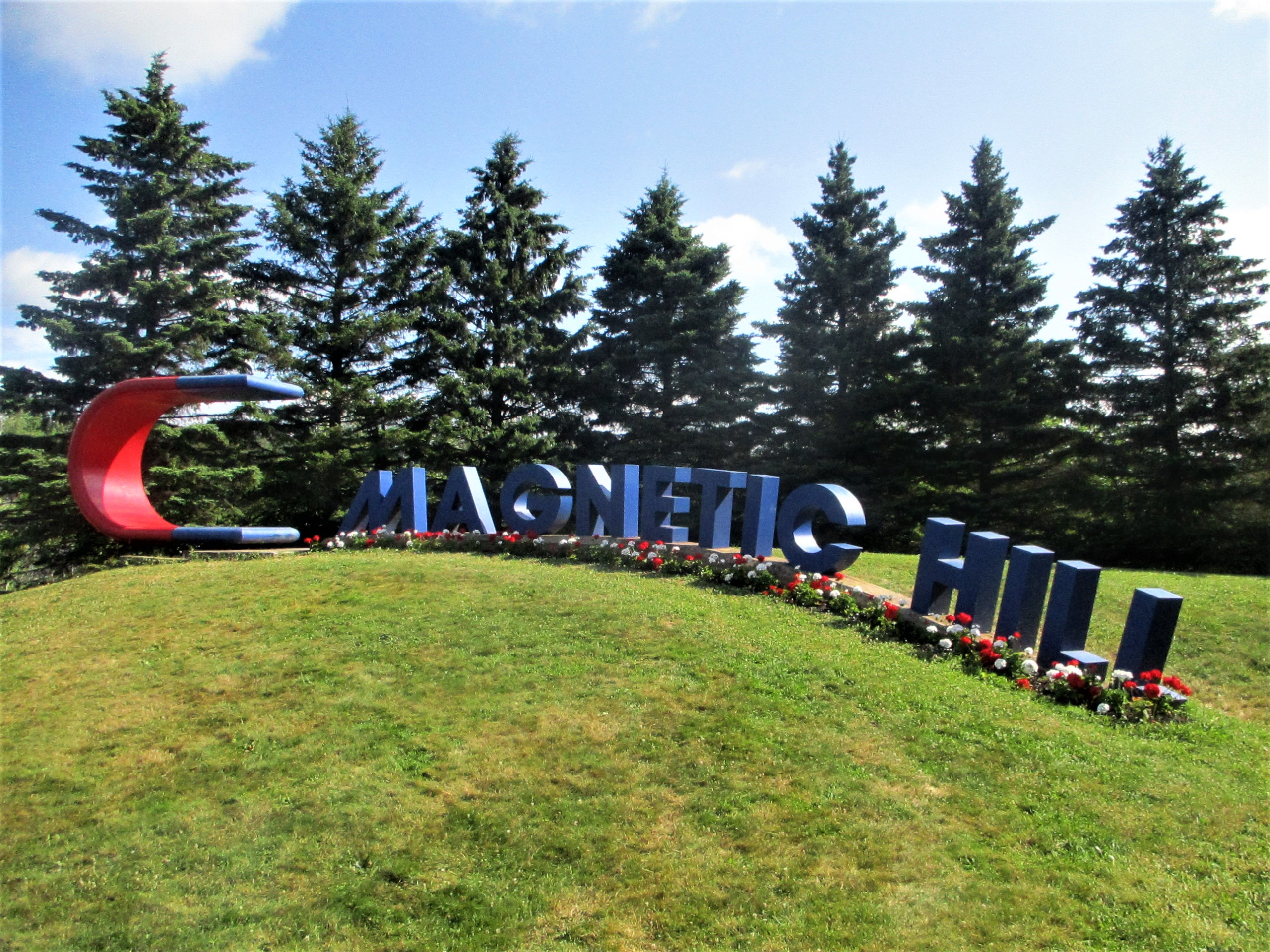
Colina gravitacional, Moncton, Canadá

Una colina magnética (Gravity hill, en inglés), también conocida como colina misteriosa, lugar misterioso o gravedad de carretera, es un lugar en donde la disposición del suelo produce la ilusión óptica de hacer que una pendiente que se encuentra cuesta abajo aparente ser una pendiente cuesta arriba. Por lo tanto un automóvil que no se encuentre en marcha parecerá estar rodando cuesta arriba en contra de la gravedad. Hay cientos de colinas magnéticas reconocidas alrededor del mundo.
La pendiente de las colinas magnéticas es una ilusión óptica, aunque dichos sitios son algunas veces acompañados por relatos que hacen mención a fuerzas magnéticas o inclusive fuerzas sobrenaturales que ocurren en el lugar. El factor más importante que contribuye a la ilusión óptica es un horizonte parcial o completamente obstruido, sin un horizonte, juzgar la pendiente de una superficie es difícil, debido a la falta de una referencia exacta. Normalmente se asume que para una persona los objetos que podrían ser más o menos perpendiculares al suelo (como son los árboles) pueden de hecho estar inclinandose, compensando la referencia visual.
La ilusión es similar a la Habitación de Ames, en el cual las esferas también parecen rodar en contra de la gravedad.
El fenómeno opuesto (una colina hacia arriba que parece plana) es conocido en el ciclismo como "plano falso".